# Озёра (Житомирская область)
Озёра (укр. Озера) — село на Украине, основано в 1735 году, находится в Житомирском районе Житомирской области.
Код КОАТУУ — 1820983501. Население по переписи 2001 года составляет 299 человек. Почтовый индекс — 12642. Телефонный код — 4162. Занимает площадь 13,04 км².

## Местная власть
12600, Житомирская область, Житомирский р-н, пгт Брусилов